# Melissa Sagemiller
Melissa Sagemiller (ur. 1 czerwca 1974 r. w Waszyngtonie) – amerykańska aktorka. 
Zaczęła występować w wieku trzech lat – uczyła się tańca baletowego, nowoczesnego oraz muzyki jazzowej. Jej debiut sceniczny nastąpił w wieku lat dziewięciu – wystąpiła w przedstawieniu na podstawie Zabić drozda. 
Jako nastolatka próbowała swoich sił jako modelka. Studiowała historię na University of Virginia. Zaraz po ukończeniu szkoły, Sagemiller zdecydowała się powrócić do aktorstwa. Rozpoczęła studia na Stella Adler Conservatory, Stonestreet Studio oraz Michael Howard Studios. Na krótko po tym trafiła jej się pierwsza profesjonalna rola filmowa.
W lipcu 2006 aktorka zaangażowała się do udziału w serialu Uśpiona komórka, po tym, jak Alex Nesic (aktor grający Christiana) oświadczył się jej na południu Francji.

## Filmografia
- The Guardian (2006) jako Emily Thomas
- Mr. Woodcock (2006) jako Tracy
- Standing Still (2006) jako Samantha
- Uśpiona komórka (2005) jako Gayle
- Life on the Ledge (2005) jako Claire
- The Clearing (2004) jako Jill Hayes
- Obiekt pożądania (Love Object, 2003) jako Lisa Bellmer
- Fajna z niego babka (Sorority Boys, 2002) jako Leah
- Poza świadomością (Soul Survivors, 2001) jako Cassie
- Get Over It (2001) jako Allison McAllister/Hermia